# Também Somos Irmãos
Também Somos Irmãos é um filme brasileiro de drama de 1949, dirigido por José Carlos Burle e escrito por Alinor Azevedo. Foi um dos primeiros filmes brasileiros a debater acerca do racismo.

## Sinopse
Um viúvo cinquentão, que não pode ter filhos, adota quatro crianças: duas brancas e duas negras. Na infância tudo correu bem, mas com o correr do tempo as coisas foram se modificando. As limitações aos negros vão se acentuando e chegam a tal ponto que se transformam em verdadeiras humilhações.

## Elenco[2]
- Grande Otelo como Miro
- Aguinaldo Camargo como Dr. Renato
- Vera Nunes  como Marta
- Jorge Dória como Walter Mendes
- Sérgio de Oliveira como Sr. Requião
- Agnaldo Rayol como Hélio
- Ruth de Souza como Rosália
- Átila Iório como Delegado
- Jece Valadão como Garçom

## Prêmios e Indicações
| Ano  | Premiação                                                   | Categoria    | Recipiente   | Resultado | Ref.  |
| ---- | ----------------------------------------------------------- | ------------ | ------------ | --------- | ----- |
| 1949 | Prêmio Revista A Scena Muda                                 | Melhor Atriz | Vera Nunes   | Venceu    | [ 1 ] |
| 1949 | Prêmio Associação Brasileira dos Cronistas Cinematográficos | Melhor Ator  | Grande Otelo | Venceu    | [ 1 ] |